# مارک کلیفورد (بازیکن فوتبال)
مارک کلیفورد (انگلیسی: Mark Clifford؛ زادهٔ ۱۱ نوامبر ۱۹۷۷) بازیکن فوتبال است.
از باشگاه‌هایی که در آن بازی کرده‌است می‌توان به باشگاه فوتبال استمفورد اشاره کرد.